# 1947 a vasúti közlekedésben
Ez a szócikk a 1947-ben történt vasúti eseményeket mutatja be.

## Események Magyarországon
- Május 15. - A MÁV 411-es (Truman-gőzmozdonyok) mozdonyok első próbaútjuk Magyarországon[1]